# Пам'ятки культурної спадщини Васильковецької громади
У статті наведений перелік об'єктів культурної спадщини Васильковецької громади Чортківського району Тернопільської области України.

## Пам'ятки археології
| №  | Назва                                       | Дата | Адреса | Охоронний номер | Документ про взяття на облік |
| -- | ------------------------------------------- | --- | --- | --------------- | --- |
| 1  | Поселення Васильківці І                     | давньоруський час (ХІІ—ХІІІ ст.) | с. Васильківці, урочище Глибока Долина, приблизно за 1,5 км на південний захід від села                                             | 150             | Рішення виконкому Тернопільської обласної ради від 22.03.1971 № 147                                                                                       |
| 2  | Поселення Васильківці ІІ                    | трипільська культура (IV — кінець ІІІ тис. до н. е.) | с. Васильківці, урочище Вербники і Глибока Долина                                                                                   | 2126            | Рішення виконкому Тернопільської обласної ради від 14.07.1989 № 162                                                                                       |
| 3  | Поселення Васильківці ІІІ                   | давньоруський час (ХІІ—ХІІІ ст.) | с. Васильків ці, 5 км на південь від південних околиць села, східні схили правого берега ставу                                      | 1477            | Наказ управління культури обласної державної адміністрації від 27.01.2010 № 16                                                                            |
| 4  | Курган Васильківці IV                       | давньоруський час (ХІІ—ХІІІ ст.) | с. Васильків ці, 500 м на південь від південних околиць села, між польовою дорогою і залізничною колією                             | 1476            | Наказ управління культури обласної державної адміністрації від 27.01.2010 № 16                                                                            |
| 5  | Поселення Васильківці V                     | давньоруський час (ХІІ—ХІІІ ст.) | с. Васильківці, урочище Вербники | 2125            | Рішення виконкому Тернопільської обласної ради від 14.07.1989 № 162                                                                                       |
| 6  | Поселення Васильківці VI                    | трипільська культура (IV — кінець ІІІ ст. до н. е.) | с. Васильківці, південні околиці села                                                                                               | 4349-Тр         | Наказ Міністерства культури України від 23.01.2012 № 51                                                                                                   |
| 7  | Курган Васильківці VII                      | західноподільська група ранньоскіфського часу (VII—VI ст. до н. е.) | с. Васильківці, східні околиці села на рівнинному плато, із східної сторони цвинтаря                                                | 2079            | Наказ управління культури обласної державної адміністрації від 09.03.2017 № 34-од                                                                         |
| 8  | Поселення Жабинці І                         | ранній залізний вік (І тис. до н. е.); черняхівська культура (ІІІ—IV ст. н. е.); райковецька культура (VIII—ІХ ст.); давньоруський час (ХІІ — ХІІІ ст.)                                | с. Жабинці, урочище На Горбах | 2142            | Розпорядження Представника Президента України у Тернопільській області від 25.06.1992 № 148                                                               |
| 9  | Поселення Жабинці ІІ                        | західноподільська група скіфського часу (VII — VI ст. до н. е.); черняхівська культура (ІІІ—IV ст. н. е.); давньоруський час (ХІІ — ХІІІ ст.)                                          | с. Жабинці, перша надзаплавна тераса лівого берега ставу, південно-східні схили                                                     | 1429            | Наказ управління культури обласної державної адміністрації від 27.01.2010 № 16                                                                            |
| 10 | Поселення Коцюбинці І                       | ранній залізний вік (І тис. до н. е.); давньоруський час (ХІІ — ХІІІ ст.) | с. Коцюбинці, в межах села, східний берег ставу                                                                                     | 1719            | Наказ управління культури обласної державної адміністрації від 27.01.2010 № 16                                                                            |
| 11 | Поселення Коцюбинці ІІ                      | давньоруський час (ХІІ — ХІІІ ст.) | с. Коцюбинці, північні околиці села, східний берег ставу                                                                            | 1720            | Наказ управління культури обласної державної адміністрації від 27.01.2010 № 16                                                                            |
| 12 | Поселення Коцюбинці ІІІ                     | черняхівська культура (ІІІ—IV ст. н. е.) | с. Коцюбинці, в межах села, західний берег ставу                                                                                    | 1721            | Наказ управління культури обласної державної адміністрації від 27.01.2010 № 16                                                                            |
| 13 | Земляні укріплення — замчисько Коцюбинці IV | XVII—XVIII ст. | с. Коцюбинці, східна частина села в західній частині гострого мису утвореного вигином лівого берега річки                           | 2080            | Наказ управління культури обласної державної адміністрації від 09.03.2017 № 34-од                                                                         |
| 14 | Поселення Крогулець І                       | трипільська культура (IV — кінець ІІІ тис. до н. е.); голіградська культура (XI—VII ст. до н. е.); черняхівська культура (ІІІ—IV ст. н. е.); райковецька культура (VIII—IX ст. н. е.)  | с. Крогулець, на північний захід від с. Чагарі 2 км, на південно-східному схилі мису утвореного лівим берегом меліоративного рову   | 1414            | Наказ управління культури обласної державної адміністрації від 27.01.2010 № 16                                                                            |
| 15 | Поселення Крогулець ІІ                      | голіградська культура (XI—VII ст. до н. е.); черняхівська культура (ІІІ—IV ст. н. е.)                                                                                                  | с. Крогулець, на північний захід від с. Чагарі 1,5 км на південно-східному схилі мису утвореного правим берегом меліоративного рову | 1415            | Наказ управління культури обласної державної адміністрації від 27.01.2010 № 16                                                                            |
| 16 | Поселення Крогулець ІІІ                     | комарівсько-тшинецька культура (XVI—XII ст. до н. е.); голіградська культура (XI—VII ст. до н. е.); черняхівська культура (ІІІ—IV ст. н. е.); райковецька культура (VIII—IX ст. н. е.) | с. Крогулець, на північний захід від с. Чагарі, 3 км південно-східному схилі мису утвореного лівим берегом меліоративного рову      | 1416            | Наказ управління культури обласної державної адміністрації від 27.01.2010 № 16                                                                            |
| 17 | Поселення Старий Нижбірок І                 | трипільська культура (IV — кінець ІІІ тис. до н. е.) | с. Старий Нижбірок, північна частина села                                                                                           | 2170            | Рішення виконкому Тернопільської обласної ради від 14.07.1989 № 162                                                                                       |
| 18 | Поселення Старий Нижбірок ІІ                | ранній залізний вік (І тис. до н. е.); черняхівська культура (ІІІ—IV ст. н. е.) | с. Старий Нижбірок, південно-західні околиці села, 1 км на південний схід від господарського двору, лівий берег ставу               | 1556            | Наказ управління культури обласної державної адміністрації від 27.01.2010 № 16                                                                            |
| 19 | Поселення Целіїв І                          | трипільська культура (IV — кінець ІІІ тис. до н. е.) | с. Целіїв, урочище Коліно | 2176            | Рішення виконкому Тернопільської обласної ради від 14.07.1989 № 162                                                                                       |
| 20 | Поселення Целіїв ІІ                         | трипільська культура (IV — кінець ІІІ тис. до н. е.) | с. Целіїв, урочище Золота Гора | 2177            | Рішення виконкому Тернопільської обласної ради від 14.07.1989 № 162                                                                                       |
| 21 | Курган-крематорій Целіїв ІІІ                | західноподільська група скіфського часу (друга половина VII — V (можливо IV) ст. до н. е.)                                                                                             | с. Целіїв, на території колишнього села Мишівці, лівий берег р. Тайна                                                               | 2178            | Наказ управління культури обласної державної адміністрації від 18.10.2005 № 112                                                                           |
| 22 | Могильник курганний Целіїв IV               | західноподільська група скіфського часу (друга половина VII — V (можливо IV) ст. до н. е.)                                                                                             | с. Целіїв, лівий берег р. Тайна, урочище «Золота гора»                                                                              | 2179            | Наказ управління культури обласної державної адміністрації від 18.10.2005 № 112                                                                           |
| 23 | Поселення Чабарівка І                       | західноподільська група скіфського часу (друга половина VII — V ст. до н. е.) черняхівська культура (ІІІ—IV ст. н. е.); давньоруський час (ХІІ—ХІІІ ст.)                               | с. Чабарівка, західні околиці села по лівому березі потічка, біля траси                                                             | 1375            | Наказ управління культури обласної державної адміністрації від 27.01.2010 № 16                                                                            |
| 24 | Поселення Чабарівка ІІ                      | західноподільська група скіфського часу (друга половина VII — V ст. до н. е.) | с. Чабарівка, 4 км на південь від південних околиць села, південно-східні схили лівого берега ставу                                 | 1478            | Наказ управління культури обласної державної адміністрації від 27.01.2010 № 16                                                                            |
| 25 | Поселення Чабарівка ІІІ                     | енеоліт; епоха бронзи — ранній залізний вік (І тис. до н. е.) | с. Чабарівка, 2,5 км на північ від околиць села, пологі схили правого берега струмка, правої притоки р. Чабарівка                   | 1699            | Наказ управління культури обласної державної адміністрації від 27.01.2010 № 16                                                                            |
| 26 | Поселення Чабарівка IV                      | давньоруський час (ХІІ—ХІІІ ст.) | с. Чабарівка, в південно-східних околицях села на правому березі ставу.                                                             | 1877            | Наказ управління культури обласної державної адміністрації від 26.06.2012 № 97                                                                            |
| 27 | Поселення Чагарі І                          | трипільська культура (IV — кінець ІІІ тис. до н. е.); черняхівська культура (ІІІ—IV ст. н. е.)                                                                                         | с. Чагарі, південна околиця села, лівий берег струмка, притоки невеликого ставка                                                    | 4400-Тр         | Наказ управління культури Тернопільської обласної державної адміністрації від 09.02.2012 № 14, Наказ Міністерства культури України від 28.11.2013 № 1224  |
| 28 | Поселення Чагарі ІІ                         | трипільська культура (IV — кінець ІІІ тис. до н. е.); черняхівська культура (ІІІ—IV ст. н. е.)                                                                                         | с. Чагарі, південна околиця села, правий берег струмка, притоки невеликого ставка                                                   | 1853-Тр         | Наказ управління культури Тернопільської обласної державної адміністрації від 29.10.2012 № 149, Наказ Міністерства культури України від 28.11.2013 № 1224 |
| 29 | Поселення Чагарі ІІІ                        | ранньозалізний час (І тис. до н. е.) | с. Чагарі, західні околиці села, по лівому борті балки                                                                              | 1885            | Наказ управління культури обласної державної адміністрації від 29.10.2012 № 149                                                                           |

## Пам'ятки архітектури
| №  | Назва                                | Дата      | Адреса         | Охоронний номер | Документ про взяття на облік                                         |
| -- | ------------------------------------ | --------- | -------------- | --------------- | -------------------------------------------------------------------- |
| 1. | Церква св. Михаїла (мур.)            | 1899 р.   | с. Коцюбинці   | 1880            | розпорядження Представника Президента України від 22.02.1993 р. № 58 |
| 2. | Церква св. Параскеви (дер.)          | XVIII ст. | с. Крогулець   | 1578/1          | постанова Ради Міністрів УРСР від 06.09.1979 р. № 442                |
| 3. | Дзвіниця церкви св. Параскеви (дер.) | XVIII ст. | с. Крогулець   | 1578/2          | постанова Ради Міністрів УРСР від 06.09.1979 р. № 442                |
| 4. | Церква св. Трійці (мур.)             | 1700 р.   | с. Н. Нижбірок | 1869            | розпорядження Представника Президента України від 22.02.1993 р. № 58 |
| 5. | Церква Покрови (мур.)                | 1906 р.   | с. Целіїв      | 1864            | розпорядження Представника Президента України від 22.02.1993 р. № 58 |
| 6. | Церква св. Михаїла (мур.)            | 1900 р.   | с. Чабарівка   | 1865            | розпорядження Представника Президента України від 22.02.1993 р. № 58 |

## Пам'ятки історії
| №  | Назва                                                                     | Дата    | Адреса                       | Охоронний номер | Документ про взяття на облік |
| -- | ------------------------------------------------------------------------- | ------- | ---------------------------- | --------------- | --- |
| 1  | Пам'ятник Незалежності (скульптура Матері Божої)                          | 1994 р. | с. Васильківці               | 1353            | Наказ управління культури Тернопільської обласної державної адміністрації від 18.10.2005 р. № 112                                                                                                  |
| 2  | Пам'ятний знак «За тверезість»                                            | 1875 р. | с. Васильківці               | 1371            | Розпорядження Представника Президента України в Тернопільській області від 25.06.1992 р. № 148 |
| 3  | Пам'ятний знак (хрест) на честь скасування панщини                        | 1987 р. | с. Васильківці               | 1158            | Рішення виконкому Тернопільської обласної ради від 25.10.1988 р. № 243 |
| 4  | Пам'ятний знак воїнам-землякам, які загинули в роки Другої світової війни | 1965 р. | с. Васильківці               | 153             | Рішення виконкому Тернопільської обласної ради від 22.03.1971 р. № 147 |
| 5  | Пам'ятний знак воїнам-землякам, які загинули в роки Другої світової війни | 1965 р. | с. Коцюбинці                 | 171             | Рішення виконкому Тернопільської обласної ради від 22.03.1971 р. № 147 |
| 6  | Пам'ятний знак «За тверезість»                                            |         | с. Крогулець                 | 1374            | Розпорядження Представника Президента України в Тернопільській області від 25.06.1992 р. № 148 |
| 7  | Пам'ятний знак на честь 50-річчя скасування панщини                       | 1898 р. | с. Крогулець                 | 1123            | Рішення виконкому Тернопільської обласної ради від 25.10.1988 р. № 243 |
| 8  | Пам'ятний знак воїнам-землякам, які загинули в роки Другої світової війни | 1987 р. | с. Крогулець                 | 174             | Рішення виконкому Тернопільської обласної ради від 25.10.1988 р. № 243 |
| 9  | Пам'ятник «Борцям за волю України»                                        | 2001 р. | с. Старий Нижбірок           | 1363            | Наказ управління культури Тернопільської обласної державної адміністрації від 18.10.2005 р. № 112                                                                                                  |
| 10 | Пам'ятний знак воїнам-землякам, які загинули в роки Другої світової війни | 1966 р. | с. Старий Нижбірок           | 186             | Рішення виконкому Тернопільської обласної ради від 22.03.1971 р. № 147 |
| 11 | Пам'ятний знак (хрест) на честь скасування панщини                        | 1848 р. | с. Чабарівка                 | 1355            | Наказ управління культури Тернопільської обласної державної адміністрації від 18.10.2005 р. № 112                                                                                                  |
| 12 | Пам'ятний знак воїнам-землякам, які загинули в роки Другої світової війни | 1968 р. | с. Чабарівка                 | 191             | Рішення виконкому Тернопільської обласної ради від 22.03.1971 р. № 147 |
| 13 | Братська могила євреїв — жертв німецьких фашистів (близько 84 чол.)       | 1943 р. | с. Ліски, біля сміттєзвалища | 3254            | Наказ управління культури Тернопільської обласної державної адміністрації від 05.04.2012 р. № 42, Наказ управління культури Тернопільської обласної державної адміністрації від 09.02.2012 р. № 14 |

## Пам'ятки монументального мистецтва
| №  | Назва                                 | Дата    | Адреса       | Охоронний номер | Документ про взяття на облік                                                                 |
| -- | ------------------------------------- | ------- | ------------ | --------------- | -------------------------------------------------------------------------------------------- |
| 1. | Пам'ятник письменнику Лепкому Богдану | 1992 р. | с. Крогулець | 1674            | Розпорядження Голови Тернопільської обласної державної адміністрації від 26.05.1997 р. № 209 |